# Dysdera roemeri
Dysdera roemeri este o specie de păianjeni din genul Dysdera, familia Dysderidae, descrisă de Strand, 1906.
Este endemică în Etiopia. Conform Catalogue of Life specia Dysdera roemeri nu are subspecii cunoscute.